# Bratz (série télévisée d'animation)
Cet article concerne la série télévisée Bratz. Pour les poupées, voir Bratz. Pour le film de Sean McNamara, voir Bratz - In-sé-pa-rables !.
Bratz est une série télévisée d'animation 3D américaine en 40 épisodes de 21 minutes, développée par Peggy Nicoll et diffusée entre le 10 septembre 2005 et le 26 février 2008 sur le réseau Fox dans le cadre de son bloc de programmation jeunesse 4Kids TV.
La série est basée sur la franchise de poupées mannequins Bratz du fabricant MGA Entertainment. Elle fait suite au film d'animation Bratz : Rock Angelz, sorti directement en vidéo en 2005 et qui lui servait d'introduction.
En France, la série a été diffusée à partir du 25 août 2007 sur M6 dans l'émission M6 Kid. M6 rediffuse la série en 2010. Elle a également été rediffusée par la suite sur Canal J.

## Synopsis
La série suit les aventures de Cloé, Yasmin, Jade et Sasha. Les quatre jeunes filles sont à la tête de leurs propre magazine intitulé Bratz Magazine et doivent régulièrement faire face à la concurrence du magazine Your Thing dirigé par la méchante Burdine Maxwell qui s'autoproclame « reine de la mode ».

## Distribution

### Voix originale

#### Première saison
- Olivia Hack (en) : Cloé, alias Angel
- Dionne Quan (en) : Yasmin, alias Pretty Princess
- Soleil Moon Frye : Jade, alias Kool Kat
- Tia Mowry : Sasha, alias Bunny Boo
- Wendie Malick : Burdine Maxwell
- Kaley Cuoco : Kirstee Smith
- Lacey Chabert : Kaycee Smith
- Charlie Schlatter : Cameron
- Ogie Banks (en) : Dylan
- Josh Keaton : Eitan
- Greg Ellis : Byron Powell

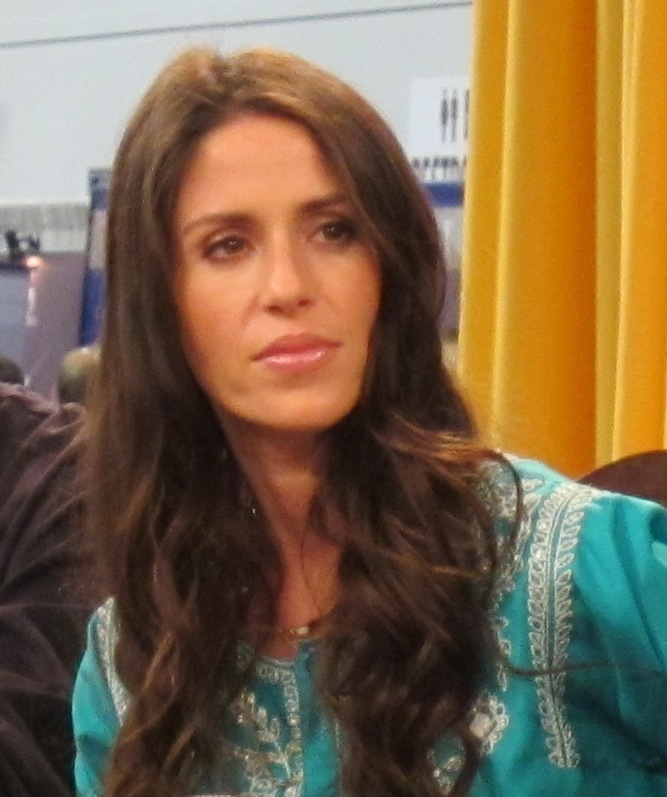
Soleil Moon Frye est la voix de Jade.
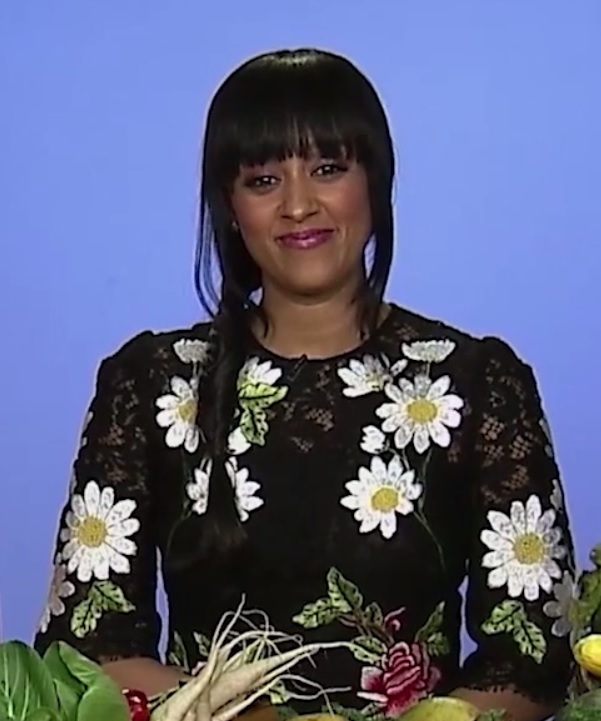
Tia Mowry est la voix de Sasha.
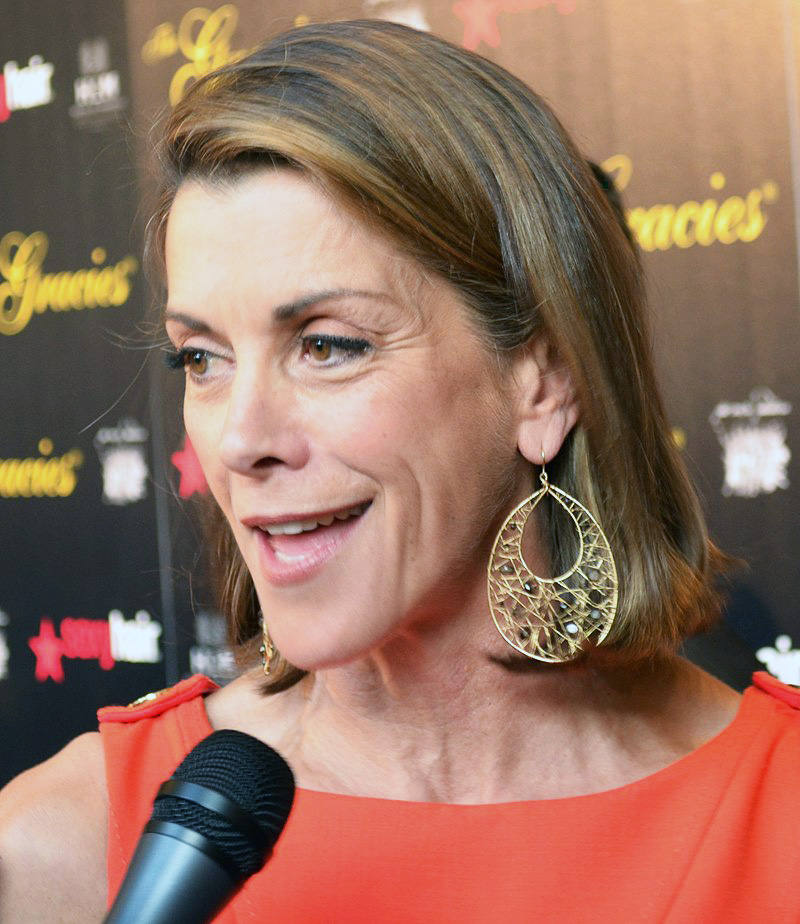
Wendie Malick est la voix de Burdine.
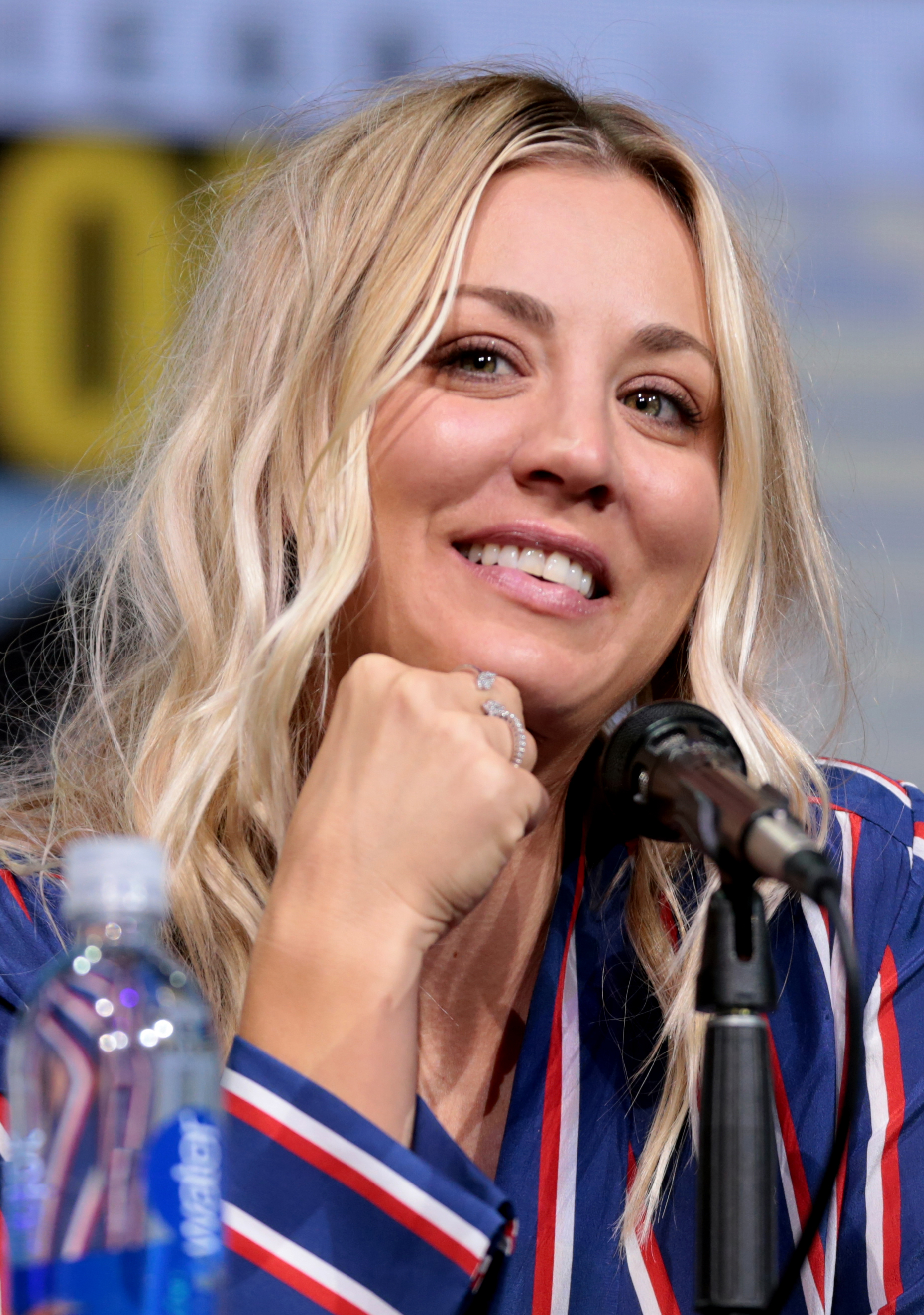
Kaley Cuoco est la voix de Kirstee.
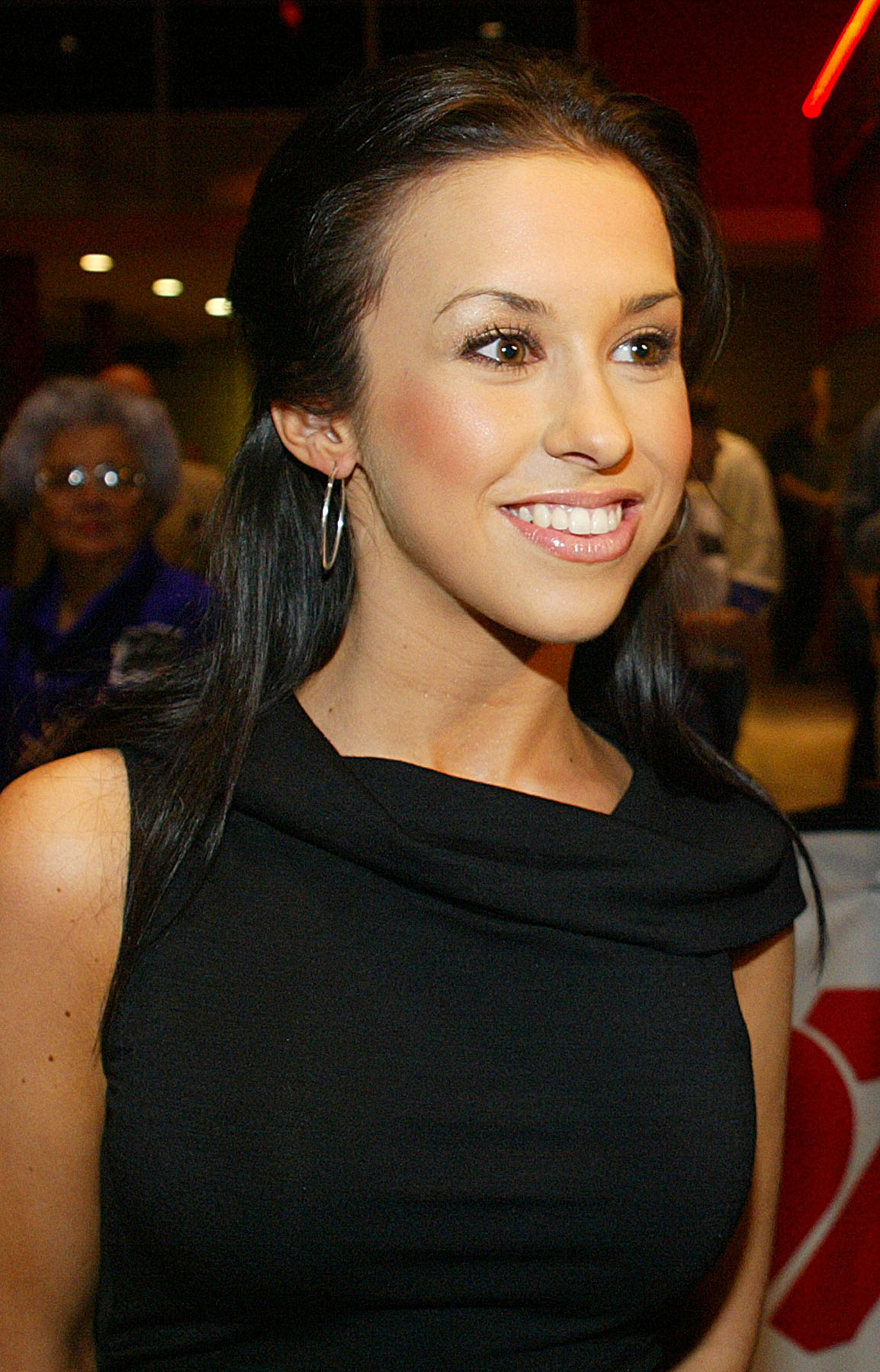
Lacey Chabert est la voix de Kaycee.
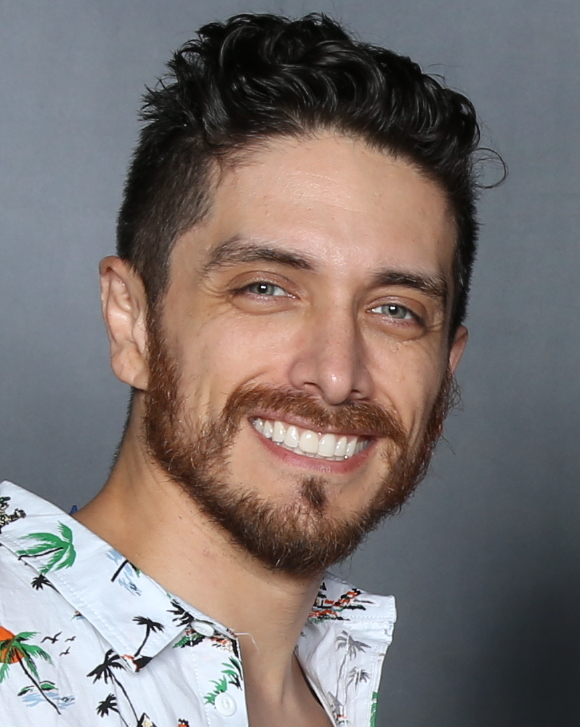
Josh Keaton est la voix d'Eitan.

#### Deuxième saison
- Britt McKillip : Cloe, alias Angel
- Maryke Hendrikse : Yasmin, alias Pretty Princess
- Britt Irvin : Jade, alias Kool Kat
- Dorla Bell : Sasha, alias Bunny Boo
- Ellie Harvie (en) : Burdine Maxwell
- Ashleigh Ball : Kirstee Smith
- Kelly Sheridan (en) : Kaycee Smith
- Ian James Corlett : Cameron
- Adrian Holmes (en) : Dylan
- Trevor Devall : Eitan
- Alistair Abell (en) : Byron Powell

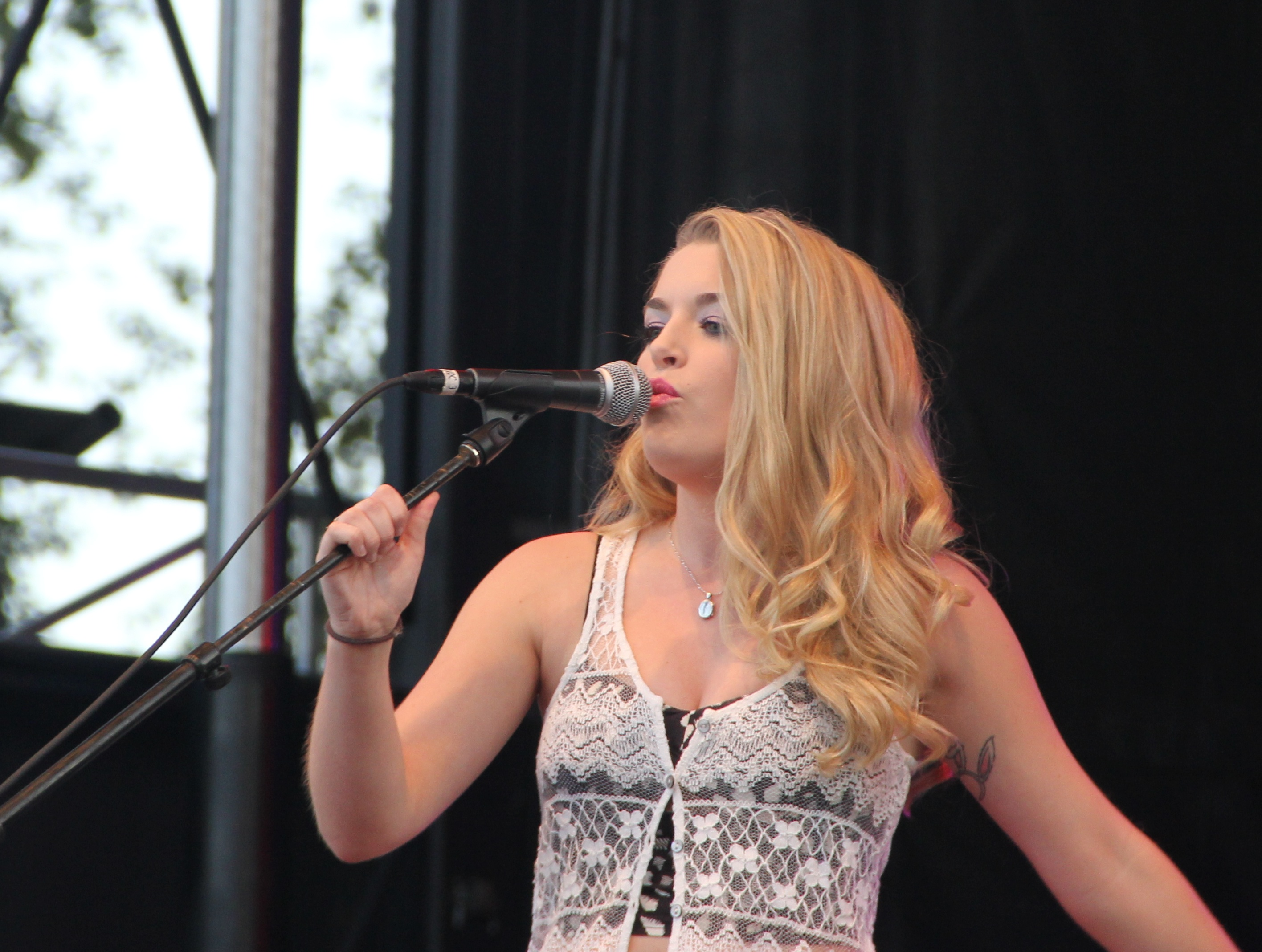
Britt McKillip est la voix de Cloé.
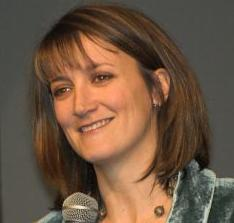
Ellie Harvie est la voix de Burdine.
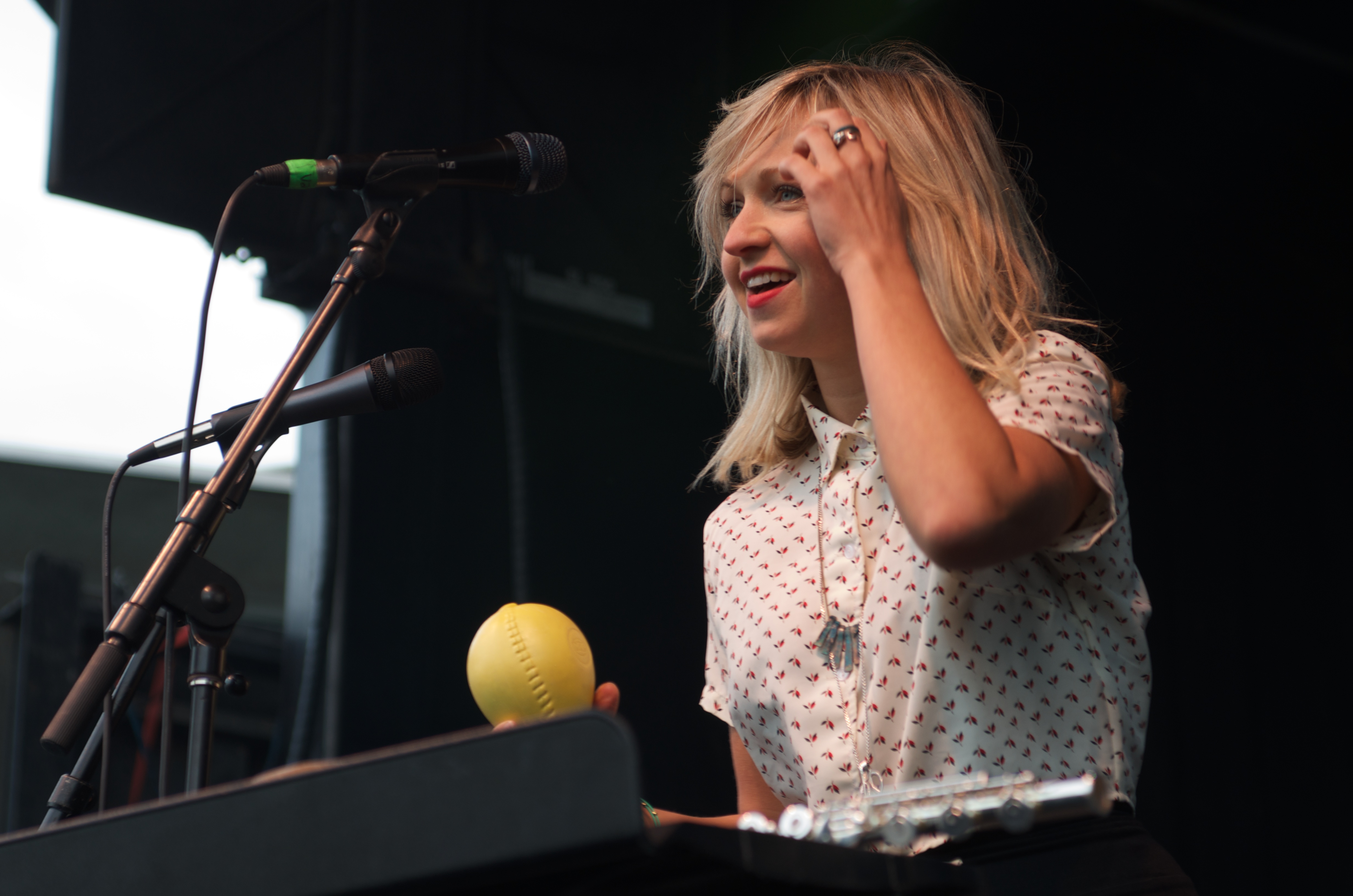
Ashleigh Ball est la voix de Kirstee.
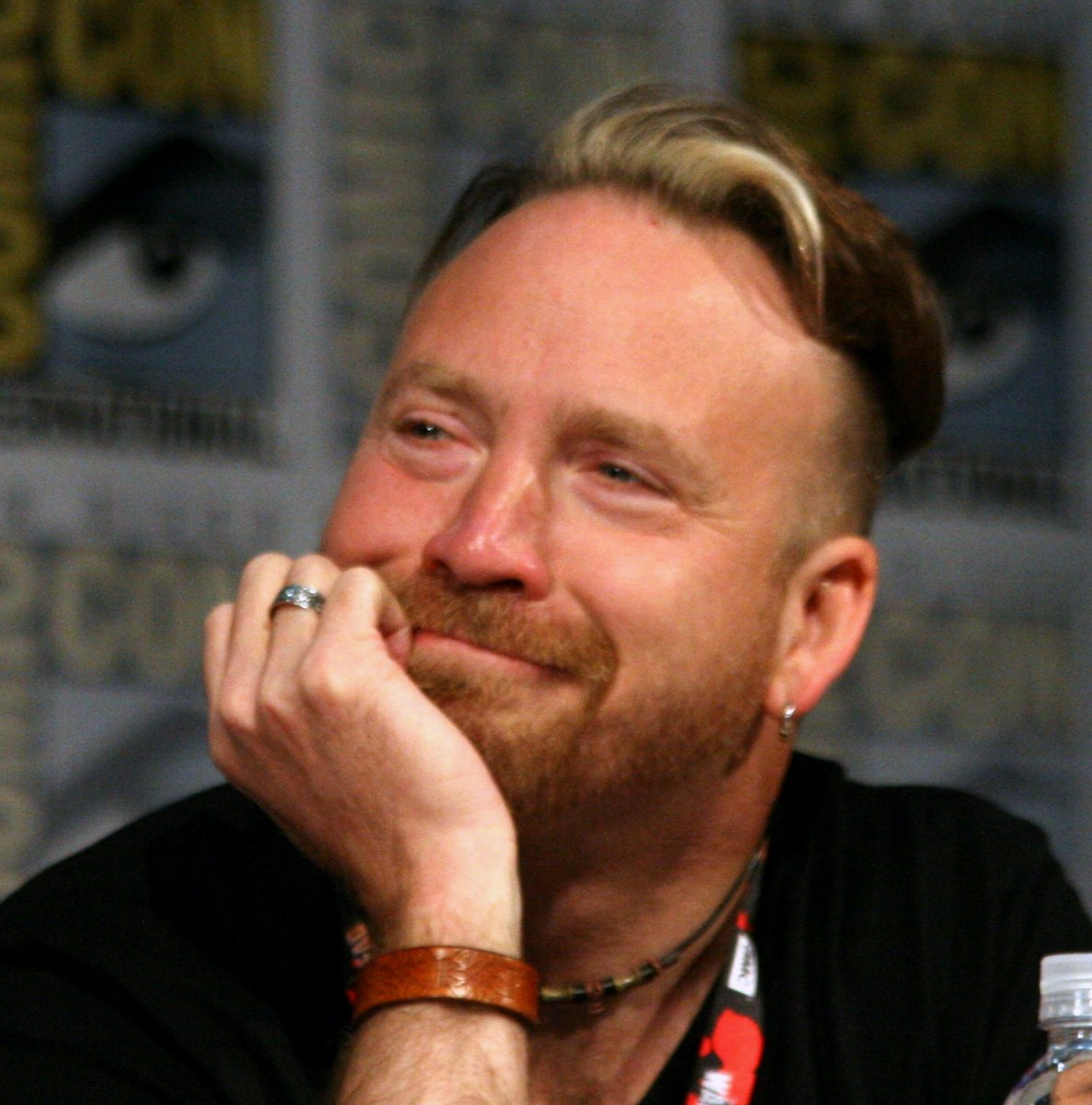
Trevor Devall est la voix d'Eitan.

### Voix françaises
- Karine Foviau (saison 1) : Cloé, alias Ange
- Laura Préjean (saison 1) / Solange Boulanger (saison 2) : Yasmin, alias Jolie Princesse
- Marie-Eugénie Maréchal (saison 1) / Laëtitia Godès (saison 2) : Jade, alias Chat Cool
- Céline Mauge : Sasha, alias Lapinou
- Frédérique Tirmont : Burdine Maxwell
- Chantal Macé : Kirstee Smith
- Pascal Nowak : Dylan
- Caroline Combes : Kaycee Agnes
- Stéphane Pouplard : Byron Powell

## Épisodes

### Première saison (2005-2006)
Composée de 23 épisodes, elle a été diffusée entre le 10 septembre 2005 et le 14 octobre 2006.
1. Un grand timide (Crush in a Rush)
2. La Nouvelle Prof (Not Hot For Teacher)
3. L'Enlèvement (Kidnapped)
4. Pyjama Party (Slumber Party)
5. La Grande Interview de Sasha (Sasha's Big Interview)
6. Compétition canine (Pet Show)
7. La Meilleure Candidate (Manicuring Candidate)
8. Une semaine difficile (It's Not About Me Week)
9. Dans le peau d'une fille (Trading Faces)
10. Action ou vérité (Truth or Dare)
11. Hypnose (Bothered, Bewitched, Burdined)
12. Le Mystère du squelette (Skeleton In The Closet)
13. Le Camping (Camping)
14. Les Aventuriers (Survivor)
15. Le Vol de diamants (To Catch a Thief)
16. La Vraie Histoire de Cendrillon (Cinderella)
17. Le Rêve de Jade (Jade's Dream)
18. Rappel Total (Totally Recall)
19. Le tombeur (The New Kid In Town)
20. Tournée à Paris [1/3] (Paris [1/3]: Bratz In Playland)
21. Tournée à Paris [2/3] (Paris [2/3]: Bratz In Franceland)
22. Tournée à Paris [3/3] (Paris [2/3]: Bratz In Ragland)
23. Des Amies Modèle (Model Friend)

### Deuxième saison (2008)
Composée de 17 épisodes, elle a été diffusée entre le 4 février 2008 et le 26 février 2008.
1. Extrêmement relooké (Extremely Made-over)
2. La vie de Cloé (The Cloe Life)
3. Bratz 500 (The Bratz 500)
4. Les nouvelles amies de Jade (A Little Diss, A Little Dat)
5. Une chance sportive (A Sporting Chance)
6. Une mission pour les Bratz (Transparently Yours)
7. Miss Fortune (Miss Fortune)
8. Mauvaise note (Bratz Fail)
9. Babysitting (Bratz vs. Bratz)
10. Reine de beauté intérieure (Inner Beauty Queen)
11. Rencontres extraterrestres (Alien Encounters)
12. Sauvetage (Rescue Askew)
13. Au revoir Burdine (Bye-Bye Burdine)
14. Le repas (The Great Melting Pot)
15. Les Chroniques du Karma (The Chronicles of Karma)
16. La vie de Byron (The Life of Byron)
17. L'arc mystérieux (Much Ado About Practically Nothing)

## Films dérivés
Note : De Rock Angelz à Passion 4 Fashion Diamondz, les films étaient doublés par les comédiens de la première saison. Certains films n'ont pas été doublés en français de France mais en français québécois et certains n'ont pas été doublés.
- 2005 : Bratz : Rock Angelz (film d'introduction)
- 2006 : Bratz: Génie et Magie (Bratz: Genie Magic)
- 2006 : Bratz: Une passion pour la mode Diamondz (Bratz: Passion 4 Fashion Diamondz)
- 2007 : Bratz: Féez de la mode (Bratz: Fashion Pixiez)
- 2007 : Bratz: Une soirée pyjama (Bratz Kidz: Sleep-Over Adventure)
- 2007 : Bratz Super Babyz
- 2008 : Bratz Kidz: Contes de Fées (Bratz Kidz: Fairy Tales)
- 2008 : Bratz: Girlz Really Rock
- 2008 : Bratz Babyz Save Christmas
- 2010 : Bratz: Pampered Petz
- 2012 : Bratz: Desert Jewelz - Genie Magic 2
- 2013 : Bratz Go to Paris: The Movie (épisodes 20 à 22 de la saison 1)